# Hamish Wilson
Hamish Wilson (Glasgow, 13 de diciembre de 1942 - 26 de marzo de 2020) fue un actor escocés, más conocido por interpretar a Jamie McCrimmon en la serie Doctor Who cuando el actor principal Frazer Hines contrajo la varicela en el rodaje del serial The Mind Robber (1968). El cambio de actores se incluyó en el guion.
Otros trabajos de Wilson incluyen numerosas apariciones en televisión, sobre todo en los sesenta, y su participación en el documental y los audiocomentarios de la publicación en DVD de The Mind Robber en 2005.
Falleció a los setenta y siete años a causa de la enfermedad COVID-19.